# Zektor
Zektor è un videogioco arcade con grafica vettoriale di genere sparatutto a schermata fissa, sviluppato da Gremlin Industries e pubblicato da SEGA nel 1982. Nonostante non sia stato convertito su alcuna piattaforma del periodo, l'emulazione è inclusa nella versione per PlayStation 2 della raccolta Sega Mega Drive Collection.

## Modalità di gioco
Ci sono otto città occupate dai robot alieni da riconquistare in Zektor. La Defense Grid è una zona esterna alla città in cui il giocatore deve affrontare pericolosi Roboprobe altamente manovrabili che sparano "Zizzer" (esplosioni di energia) al giocatore, oltre a Moboidi in movimento che distruggono la nave del giocatore al contatto o la deviano in qualche modo preprogrammato. La griglia di difesa dura tre ondate di attacco che devono essere superate per avanzare alla sfida successiva: la distruzione del robot capo che controlla la città.
Superate le tre ondate di attacco della Defense Grid, il giocatore può distruggere il robot capo e liberare la città. Il robot in questione inizia al centro dello schermo dietro tre barriere rotanti. Ogni barriera ha una fessura su uno dei suoi lati e quando tutte e tre si allineano formano un canale in cui il giocatore può sparare e quindi colpire e distruggere la testa del robot all'interno. Per rendere le cose più difficili, il robot spara costantemente "Zizzers" al giocatore e si rimpicciolisce all'interno del sistema di barriere in modo che solo qualsiasi cosa tranne un colpo diretto al centro garantisca il successo. Distruggere il robot non solo salva la città ma premia il giocatore con una nave extra. Quando il robot si rimpicciolisce completamente dalla vista, il livello è finito e il giocatore viene spostato nella città successiva. Una volta che il giocatore raggiunge l'ottava città, questa ondata si ripeterà indefinitamente.